# Veranstaltungsradio
Ein Veranstaltungsradio, auch Veranstaltungs(rund)funk, Ereignisrundfunk oder Eventradio genannt, bezeichnet eine Rundfunkausstrahlung bzw. einen Hörfunksender, der nur zu bestimmten Zeiten in Zusammenhang mit einer Veranstaltung zu empfangen ist.
In aller Regel handelt es sich bei Veranstaltungsrundfunk um UKW-Rundfunk. Veranstaltungsrundfunk in anderen Wellenbereichen wurde in Deutschland auch schon durchgeführt, wie auf Mittelwelle am Tag der offenen Tür beim Rundfunksender Ismaning. Die Sendeausstrahlung findet in der Regel mit niedriger Leistung von einem temporären Sendestandort statt und ist zeitlich begrenzt, dafür sind vor allem in Metropolregionen bestimmte UKW-Frequenzen reserviert.
Veranstaltungsrundfunk wird beispielsweise im Zusammenhang mit Messen verwendet, um über bestimmte Veranstaltungen in der Messe zu informieren oder um weiterführende Informationen anzubieten.

## Rechtliches
Ein Veranstaltungsradio ist ein im vereinfachten Zulassungsverfahren gemäß dem Rundfunkgesetz der jeweiligen Landesmedienanstalt genehmigtes Radioprojekt, das im örtlichen Bereich einer öffentlichen Veranstaltung und im zeitlichen Zusammenhang damit veranstaltet und verbreitet wird.
Um ein Veranstaltungsradio betreiben zu dürfen, benötigt man eine Zulassung der jeweiligen
Landesmedienanstalt, der GEMA, GVL sowie der Bundesnetzagentur.

## Baden-Württemberg
- 97,7 – Kids on Air Live, Reutlingen

Kids on Air, eine Jugendradioredaktion der Landesvereinigung kulturelle Jugendbildung BW e. V., führt in unregelmäßigen Abständen Veranstaltungsrundfunk bei Jugendveranstaltungen in Reutlingen durch. So wurde 2005 die Jugendkulturwoche Jugendart und 2007 die Veranstaltung "die Stadt spielt" mit einem eigens live produzierten Radioprogramm begleitet.
- 107,9 – Rebland FM, Offenburg

Das Webradio Rebland FM veranstaltet seit Mai 2013 zwei Mal jährlich eine Eventradio-Session zu lokalen Veranstaltungen überwiegend aus dem Themenkomplex Wein und Genuss. Hinter Rebland FM steht ein Netzwerk von passionierten Genussfreunden, die zum Teil eigene langjährige Erfahrungen in der Radio- und Feinkostbranche in das Projekt einbringen. Ein mehrtägiges Eventradio geht beispielsweise jährlich im September zum Ortenauer Weinfest in Offenburg auf Sendung.

## Bayern
- MW 585 kHz: Tag der offenen Tür beim Sender Ismaning
- 89,1 MHz: Hauenstein Bergrennen

## Berlin und Brandenburg
- UKW 106,4 MHz – Evosonic, pure fm (CSD-Radio „Love & Pride Radio“), sunshine live & pride, Krieg und Disko frequenz (VOLKSBÜHNE BERLIN) – 200 Watt

Es befindet sich auf den Treptowers im östlich gelegenen Berliner Bezirk Treptow und ist ein fest installierter UKW-Sender für Veranstaltungsradio. Die in circa 130 Meter über dem Erdboden fest montierten Antennen versorgen das gesamte Stadtgebiet Berlins outdoor, im näheren Bereich auch indoor. Die Sendeanlage ist für eine Strahlungsleistung von 200 Watt ausgelegt, was der Größe des Berliner Stadtgebietes Rechnung tragen soll. 2017 und 2018 wurde über diesen Standort das CSD-Programm von pure fm abgestrahlt, im Sommer 2019 Veranstaltungsprogramme von Evosonic und sunshine live. Vom 4. Juni 2021 bis 6. Juni 2021 wurde von der Sendestelle Treptowers das Programm 'Krieg und Disko frequenz: alles muss rausch Radio: 48 Stunden live auf 106,4 UKW' aus der VOLKSBÜHNE BERLIN live übertragen. Vom 23. August 2021 bis 19. September 2021 wurde wieder das Veranstaltungsradio von Evosonic von der Sendestelle Treptowers auf 106,4 MHz gesendet. Im Mittelpunkt standen die Berliner Demonstration Zug der Liebe und das MOVE! Ideenfest 2021.
Bis 2016 wurde zeitweilig auch die Frequenz 99,1 MHz für Veranstaltungsradio koordiniert, z. B. für das CSD-Radio von pure fm oder für Kotti FM.
2019 sendete pure fm vom 22. Juli 2019 bis 11. August 2019 vom ehemaligen Postgiroamt in Berlin-Kreuzberg auf der Frequenz 106,4 MHz das CSD-Radio. Der Empfang war insbesondere im Osten des Stadtgebietes stark durch Gleichfrequenzenstörungen eines polnischen UKW-Senders beeinträchtigt, die Versorgung im übrigen Teil der Stadt war hingegen sehr gut. Vom 3. April 2020 bis zum 19. April 2020 veranstaltet pure fm auf der 106,4 MHz vom gleichen Standort, allerdings mit zugelassenen 350 Watt Rundstrahlung, ein Veranstaltungsradio anlässlich der Coronakrise, um die wegen COVID-19 geschlossenen Klubs zu unterstützen.
- UKW 99,1 MHz – 50 Watt (nur bis 2016)

Kotti FM sendete 2016 von einem Hochhaus am Kottbusser Tor, pure fm von dem „Living Levels“-Hochhaus in der Mühlenstraße nahe dem Ostbahnhof. 2017 sendete das Documentaradio SAVVY Funk wegen des Parallelbetriebs der 106,4 MHz von pure fm auf der Ausweichfrequenz 103,0 MHz, gleichfalls von dem Hochhaus am Kottbusser Tor. Die Verbreitungen vom Kottbusser Tor im Stadtteil Kreuzberg erreichten nicht das gesamte Stadtgebiet Berlins, ein zuverlässiger Empfang war nur in der näheren Umgebung des Senders möglich.
Die Frequenz ist heute nicht mehr koordinierbar, sie wurde inzwischen in Brandenburg fest zugewiesen.
- MW 810 kHz am Senderstandort Funkerberg in 15711 Königs Wusterhausen (9,9 Watt)[12]

- Kurzwelle am Senderstandort in 14641 Nauen[12]

Veranstaltungsradio welle370, das neben den jährlichen Höhepunkten „Bergfunk Festival“ und Weihnachtskonzert weitere Veranstaltungen beinhaltet, mit selbstproduzierten Beiträgen über den Rundfunk, das Sender- und Funktechnikmuseum und die Rundfunkstadt Königs Wusterhausen. Eventuelle Programmlücken werden durch die zeitweilige Übernahme des Programms von HitRadio SKW geschlossen.

## Hessen
- Antenne Bergstraße, Seeheim-Jugenheim, 91,7 MHz
- Radio WeWeWe – Welle West Wetterau, Butzbach
- Radio Wein-Welle, Groß-Umstadt, 88,9 MHz

Die hessischen Veranstaltungsradios organisieren sich teilweise in der Arbeitsgemeinschaft Evangelischer Veranstaltungsradios und führen eine enge Zusammenarbeit mit dem Medienhaus der Evangelischen Kirche Hessen-Nassau in Frankfurt am Main.
Folgende Veranstaltungssender pausieren:
- Radio Frankenberg, Pfingstmarkt Frankenberg (Eder)
- Antenne Bad Arolsen, Kram- und Viehmarkt Bad Arolsen

## Niedersachsen
- FM MesseRADIO 107,4 Hannover
- BascheFM – Stadtfest Barsinghausen / Autoschau Barsinghausen
- VechtaFM – Stoppelmarkt Vechta
- SchützenfestRADIO Hannover 100,0
- AWDarena RADIO Hannover
- under üsch – das radio auf UKW 90.5 Braunschweig
- Radio SWS 104,0 Norderney

## Nordrhein-Westfalen
- Radio Central, Pulheim
- Radio Alaaf, Würselen

## Rheinland-Pfalz
- Wurstmarktradio von RPR1 auf 104,6 MHz

## Kongresse der Zeugen Jehovas

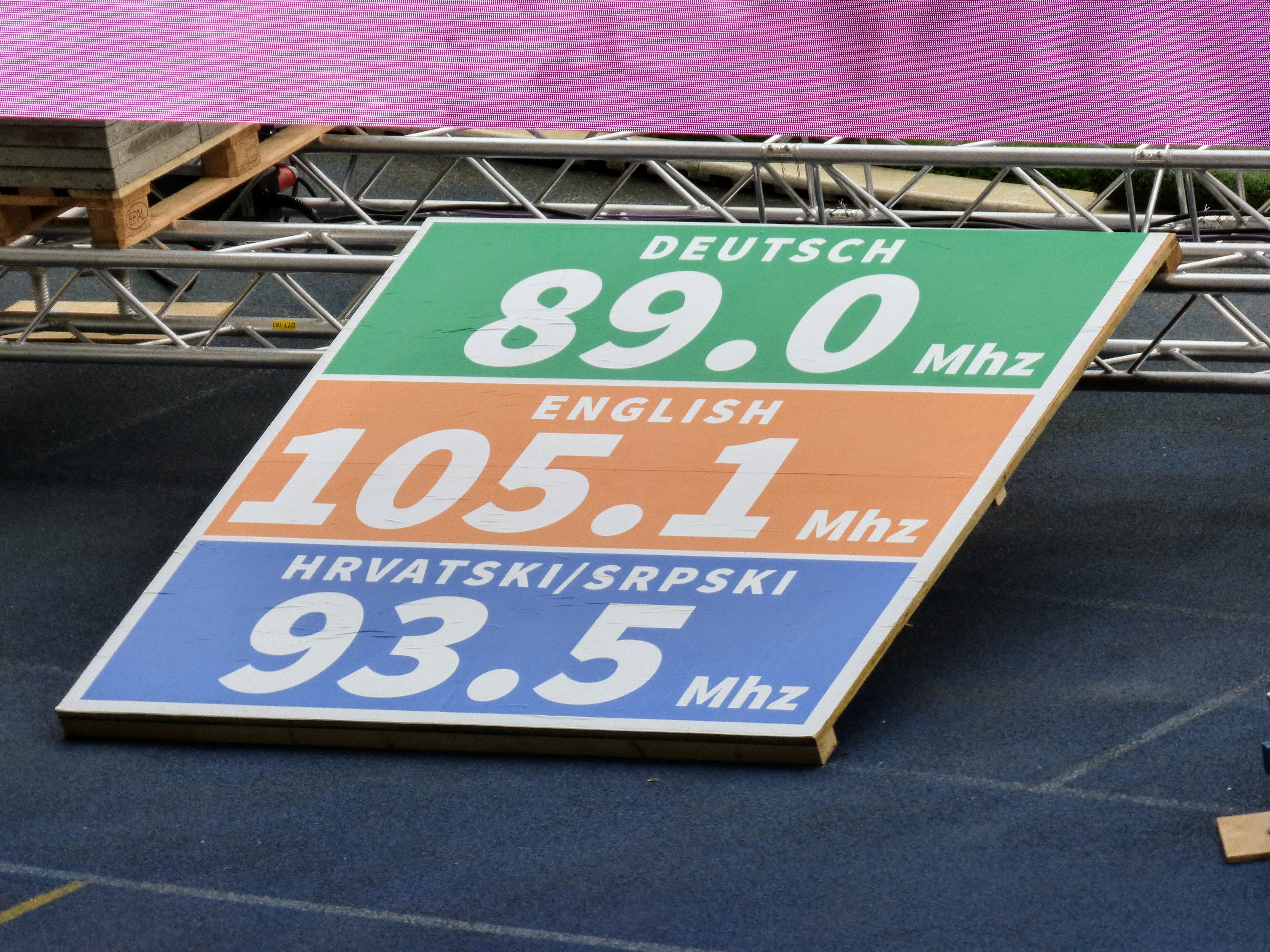
Hinweis auf Veranstaltungsradio, Kongress der Zeugen Jehovas in Wien 2017

Seit 2010 nutzen die Zeugen Jehovas deutschlandweit die Möglichkeit des Veranstaltungsradios für ihre so genannten Bezirkskongresse, zu denen sich in den Sommermonaten jährlich Mitglieder und Gäste der Religionsgemeinschaft überwiegend in großen Stadien, wie dem Volksparkstadion in Hamburg, dem Glücksgas-Stadion in Dresden oder dem Easycredit-Stadion in Nürnberg, an zeitversetzten Terminen, meist zwischen 8.000 und 30.000 Personen, versammeln. Dabei wird das gesamte Kongressprogramm, einschließlich der Gebete, Lieder, Vorträge, Interviews und biblischen Dramen, jeweils von Freitag bis Sonntag gesendet. Die Sendereichweite deckt dabei in etwa einen Bereich von 2 km Radius um die Veranstaltungsstätte ab.